# Desa Sindangmandi (administrativ by i Indonesien, lat -6,13, long 105,94)
Desa Sindangmandi är en administrativ by i Indonesien.   Den ligger i provinsen Banten, i den västra delen av landet, 100 km väster om huvudstaden Jakarta.